# Antonae pacificata
Antonae pacificata är en insektsart som beskrevs av Buckton. Antonae pacificata ingår i släktet Antonae och familjen hornstritar. Inga underarter finns listade i Catalogue of Life.